# Hohe Warte (Teutoburger Wald)
Die Hohe Warte in Detmold-Berlebeck ist eine 325 Meter hohe Erhebung am Rand des Teutoburger Waldes und der Name eines 1993 zuerst vorläufig ausgewiesenen, danach durch den Landschaftsplan Detmold dauerhaft festgesetzten Naturschutzgebietes. Die Hohe Warte ist auf dem Stadtgebiet zu unterscheiden von der Siedlung Hohenwart nordöstlich der Kernstadt Detmolds, für weitere Namensverwandte siehe Hohe Warte.

## Beschreibung
Das Gelände an der Hohen Warte wurde in früherer Zeit als Hudefläche für Schafe und Ziegen genutzt. Der nährstoffarme Sandsteinboden war daher bis in die 1950er Jahre weitgehend unbewaldet. Seitdem setzt eine allmähliche Sukzession ein, Pionierpflanzen sind die Eberesche und Sand-Birke. Weiterhin kommen hier die standorttypischen Bäume Rotbuche, Traubeneiche und Stieleiche sowie vereinzelt Fichten, Waldkiefern und Lärchen vor. Die Freiflächen werden dominiert von Besenheide und Heidelbeeren, seltener findet sich auch die Rauschbeere. Die Fauna besteht aus Heuschrecken, Faltern, Laufkäfern und Ameisen.
Etwa die Hälfte des Gebiets gehört dem NABU, der in der Nähe den Rolfschen Hof betreibt und durch zeitweise Beweidung der Hohen Warte die Wiederbewaldung verhindert.